# Natan Zach

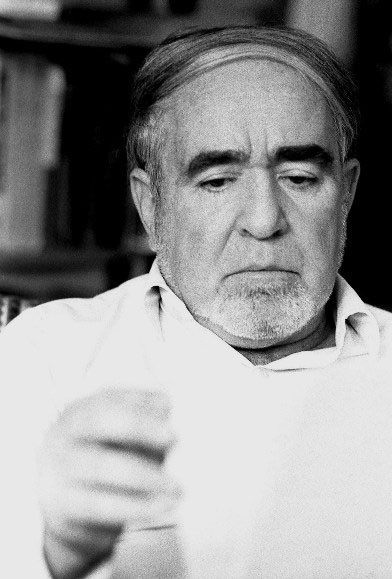
Nathan Zach (1991)

Natan Zach (mit stimmhaftem s ausgesprochen, hebräisch נתן זך, geboren 13. Dezember 1930 in Berlin als Harry Seitelbach; gestorben 6. November 2020 in Ramat Gan, Israel) war ein hebräischsprachiger israelischer Lyriker und Übersetzer.

## Leben
Nathan Zach wurde unter dem Namen Harry Seitelbach in Berlin geboren. Sein Vater stammte aus einer wohlhabenden deutsch-jüdischen Familie, seine Mutter war Italienerin und katholisch. Sie mussten 1936 aus Deutschland emigrieren. Über Frankreich und Mailand gelangte die Familie nach Haifa im britischen Mandatsgebiet Palästina, wo der Vater bald starb. Zach kämpfte 1948 als Soldat der israelischen Armee im Palästinakrieg und diente noch zwei weitere Jahre als Offizier.
In Palästina lernte er als Junge Hebräisch. Insgesamt konnte er sich in sieben Sprachen verständigen und kommentierte das lakonisch mit den Worten: „Wer sieben Sprachen spricht, ist kein Genie, sondern ein Flüchtling.“ Er studierte in Jerusalem bei Martin Buber, Ernst Simon und Hugo Bergmann an der Hebräischen Universität und wurde 1952 Anführer einer Gruppe junger Literaten, die sich „Likrat“ (etwa im Sinne von: der Zukunft, dem Neuen entgegen) nannten und in der auch der Dichter Jehuda Amichai und die Philologen Gershon Shaked und Benjamin Harshav wirkten.
Im Jahr 1955 veröffentlichte Zach seine erste hebräische Gedichtsammlung unter dem Titel Schirim Rischonim (Erste Lieder). 1959 forderte er die Abkehr vom pathetischen Stil der bis dahin von Nathan Alterman dominierten Lyrik Israels.
Zwischen 1960 und 1967 lehrte Zach Literatur an verschiedenen Institutionen in Tel Aviv und Haifa. Mit Emil Habibi gründete er eine jüdisch-arabische Dichtergruppe und übersetzte 1967 mit dem palästinensischen Dichter Raschid Hussein (1936–1977) arabische Volkslieder.
Von 1968 bis 1979 lebte Zach in England und wurde zum Ph.D. an der University of Essex promoviert. Zurück in Israel wurde er zum Professor an die Universität Haifa berufen. Im Kulturleben engagierte er sich im Beirat des Ohel- und des Cameri-Theaters.
Zach übersetzte moderne deutsche Poesie und Dramen von Else Lasker-Schüler, Paul Celan, Bertolt Brecht und Max Frisch ins Hebräische. Aus dem Englischen übersetzte er Werke von Allen Ginsberg.
Zachs Lyrik wurde in mehr als zwanzig Sprachen übersetzt. Viele seiner Gedichte wurden vertont und sind so in die israelische Alltagskultur eingegangen. Chaya Czernowin vertonte 2012 seinen Text Rega echad, sheket bevakasha zu einer Chormusik.

## Ehrungen
- 1982: Bialik-Preis
- 1993: Premio Feronia – Città di Fiano der Stadt Fiano Romano (Italien)
- 1995: Israel-Preis für Literatur
- 2000: Premio Letterario Camaiore der Stadt Camaiore (Italien)
- 2001: Premio Letterario Michele Buldrini der Unione di Lettori Italiani
- 2004: Ehrendoktorwürde der Universität Genf
- 2007: Verdienstorden der Italienischen Republik.[5]
- 2010: „Ehrengast“ des Premio Laudomia Bonanni[6]

## Werke (Auswahl)
- Verlorener Kontinent. Gedichte. Aus dem Hebräischen von Ehud Alexander Avner. Jüdischer Verlag im Suhrkamp Verlag, Berlin 2013, ISBN 978-3-633-54264-2.